# سوندرا رودجرز
سوندرا رودجرز (بالإنجليزية: Sondra Rodgers)‏ هي ممثلة أمريكية، ولدت في 3 فبراير 1903 في مقاطعة تريمبل في الولايات المتحدة، وتوفيت في 22 يوليو 1997 في لوس أنجلوس في الولايات المتحدة.

## وصلات خارجية
- سوندرا رودجرز على موقع IMDb (الإنجليزية)
- سوندرا رودجرز على موقع أول موفي (الإنجليزية)
- سوندرا رودجرز على موقع قاعدة بيانات الأفلام السويدية (السويدية)
- سوندرا رودجرز على موقع قاعدة بيانات الفيلم (الإنجليزية)
- سوندرا رودجرز على موقع كينوبويسك (الروسية)